# Henryk Piątkowski (malarz)
Henryk Piątkowski (ur. 23 lipca?/4 sierpnia 1853 w Kijowie, zm. 3 czerwca 1932 w Warszawie) – polski malarz, grafik, literat i krytyk sztuki.

## Życiorys
Naukę rysunku rozpoczął w Petersburgu, ale wkrótce przeprowadził się do Warszawy i kontynuował ją od 1868 r. u Rafała Hadziewicza. Podczas rocznej nauki poznał Józefa Chełmońskiego i Alfreda Wierusz-Kowalskiego. W roku 1872 wyjechał do Monachium, gdzie od 1 XI studiował u Alexandra Wagnera w Technische Mahlschule (Malklasse w Akademii Sztuk Pięknych), a następnie w prywatnej szkole kompozycji Carla Theodora von Piloty’ego. Przebywając w Rzeszy utrzymywał ścisłe relacje z artystami z kręgu Konstantego Brandla. W roku 1875 razem z Józefem Chełmońskim wyjechał do Paryża, gdzie jego twórczość nabrała indywidualnego charakteru. Ze stolicy Francji udał się na kilkumiesięczny pobyt w Londynie, skąd na krótko wrócił do Monachium, a następnie udał się do Odessy. Do Warszawy powrócił w roku 1879, był współzałożycielem ugrupowania artystycznego Pro Arte.
Był wujem Jarosława Iwaszkiewicza, który umieścił o nim następujace zdanie w swych "Rozmowach o książkach": "Nawet mój wujaszek Henryk Piątkowski ukazał mi się tutaj z innej, nieznanej dotychczas strony."

## Twórczość
Twórczość Henryka Piątkowskiego obejmuje portrety, pejzaże oraz obrazy o tematyce sakralnej, historycznej, a także sceny rodzajowe często z elementami antycznymi. W czasie twórczego okresu życia wystawiał na Salonach Jesiennych oraz podczas wystaw w Warszawie, Petersburgu i Moskwie.
Poza malarstwem artysta zajmował się również krytyką sztuki, publikował recenzje w czasopismach m.in. w Wędrowcu i Tygodniku Ilustrowanym. Napisał również książki traktujące o aktualnej jego czasom twórczości innych malarzy.
Książki autorstwa Henryka Piątkowskiego:
- Album sztuki polskiej (1901)
- Andriolli w sztuce i życiu społecznym (wspólnie z Henrykiem Dobrzyckim)
- Maksymilian Gierymski: Kartka z dziejów sztuki
- Mistrz Kłębek
- Polskie malarstwo współczesne, Szkice i notaty
- Szary śmiech: (Z teki Zgrzyta)
- Władysław Czachórski
- Władysław Podkowiński 1866-1895